# Gone to Earth (album de David Sylvian)
Cet article concerne l'album de David Sylvian. Pour l'album de Barclay James Harvest, voir Gone to Earth.
Pour les articles homonymes, voir Gone to Earth.
Albums de David Sylvian
Alchemy: An Index of Possibilities
(1985) Secrets of the Beehive
(1987)
Gone to Earth est le troisième album solo de David Sylvian, sorti en 1986. Ce double album comprend un disque de chanson avec paroles et un disque de titres ambient instrumentaux.

## Titres
Toutes les chansons sont de David Sylvian, sauf mention contraire.

### Face 1
1. Taking the Veil – 4:40
2. Laughter and Forgetting – 3:18
3. Before the Bullfight – 9:20
4. Gone to Earth (Robert Fripp, David Sylvian) – 3:06

### Face 2
1. Wave – 9:11
2. River Man – 4:54
3. Silver Moon – 6:19

### Face 3
1. The Healing Place – 5:34
2. Answered Prayers (Bill Nelson (en), Sylvian) – 3:10
3. Where the Railroad Meets the Sea – 2:52
4. The Wooden Cross – 5:04
5. Silver Moon Over Sleeping Steeples – 2:22

### Face 4
1. Camp Fire: Coyote Country (Fripp, Sylvian) – 3:51
2. A Bird of Prey Vanishes Into a Bright Blue Cloudless Sky – 3:16
3. Home – 4:33
4. Sunlight Seen Through Towering Trees – 3:02
5. Upon This Earth (Fripp, Sylvian) – 6:30

## Musiciens
- David Sylvian : chant, claviers, guitare, électronique
- Robert Fripp : guitare, Frippertronics (en)
- Steve Jansen : batterie
- Phil Palmer : guitare acoustique
- Ian Maidman : basse
- Kenny Wheeler : bugle
- John Taylor : piano
- Bill Nelson (en) : guitare
- Richard Barbieri : électronique
- Harry Beckett : bugle
- Mel Collins : saxophone
- B. J. Cole (en) : guitare pedal steel
- Steve Nye (en) : piano